# Chamundinae
De Chamundinae zijn een onderfamilie van vlinders in de familie van de dikkopjes (Hesperiidae).
Deze onderfamilie bestaat uit het monotypische geslacht Chamunda Evans, 1949.